# Aeroportul Battle Mountain
Aeroportul Battle Mountain (IATA: BAM, ICAO: KBAM, FAA LID: BAM) este un aeroport din Nevada, Statele Unite ale Americii ce deservește zona Battle Mountain⁠(d).
Situat la o altitudine de 1.381 m, aeroportul dispune de 2 piste.

## Infrastructură

### Piste
Aeroportul dispune de 2 piste. Pista 03/21 are suprafața de asfalt și dimensiunile 7.300 picioare × 150 picioare. Pista 12/30 are suprafața de asfalt și dimensiunile 7.299 picioare × 150 picioare. 